# Prvoslav Vujčić
Prvoslav Vujčić (Požarevac, 20. lipnja 1960.) je srpski književnik, pjesnik, kolumnist i aforističar.

## Biografija
Prvoslav Vujčić je član Udruženja književnika Srbije, Udruženja književnika Republike Srpske i Internacionalnog udruženja pjesnika (Sjedinjene Američke Države).
Počasni je član Udruženja književnih stvaralaca (Kanada).
Internacionalno udruženje pjesnika proglasilo ga je 2007. godine ambasadorom poezije Sjedinjenih Američkih Država.
Od marta 2006. godine stalni je kolumnista časopisa „Mi Magazin”.

## Djela
- „Razmišljanja jednog leša” (Beogradska knjiga, 2004.),
- „Beograde, dobro je, bi’ iz Toronta tebi” (Beogradska knjiga, 2004.),
- „Kastriranje vetra” (Beogradska knjiga, 2005.),
- „Deveto koleno sve/mira” (Beogradska knjiga, 2005.)
- „Hvatanje pljuvačke” (Beogradska knjiga, 2012.)[2]

## Priznanja
Dobio je nagrade: „Zmajevu” za knjigu u rukopisu (Beograd, Srbija), „Zmajevu” za pesmu (Beograd, Srbija), nagradu „Minerva” za širenje istine o Srbima – životnim delom i pisanom rečju (Toronto, Kanada) i nagradu „Književne kritike” za pesmu (Sjedinjene Američke Države).

## Vanjske poveznice

### Sestrinski projekti
|  | Zajednički poslužitelj ima još gradiva o temi Prvoslav Vujčić |

### Mrežna sjedišta
- Drčni stihovi razvaljene generacije  Arhivirana inačica izvorne stranice od 13. rujna 2017. (Wayback Machine)
- Svaki Srbin roman za sebe  Arhivirana inačica izvorne stranice od 27. rujna 2007. (Wayback Machine)
- Rekli su o Vujčićevoj novoj knjizi „Povratnici”
- Prvoslav Vujčić - Vaskrsla svetla (poezija)
- Vaskrsla svetla (kratki film) - Đurađ Vujčić